# Pic de Médécourbe
Il Pic de Médécourbe (2.914 m s.l.m. - in catalano Pic de Medacorba) è una montagna dei Pirenei che si trova sul confine tra Andorra, Francia e Spagna.

## Caratteristiche
La montagna segna la triplice frontiera tra Andorra, Francia e Spagna che si trova ad ovest di Andorra.